# Pena (mitologia)
Pena (en grec antic Ποινή), va ser segons la mitologia grega una personificació de la venjança o del càstig. Se la identifica amb les Erínies, de les quals és companya.
En la mitologia romana, Poena és la mare de les Fúries (les Erínies) i figura entre els dimonis infernals. Era també el càstig que corresponia a una ofensa.
Hi havia una llegenda sobre Pena que la representava com un monstre concret enviat per Apol·lo per a venjar la mort de Psàmate i del seu fill Linus, morts per Crotop. A Pena la va matar Coreb, un heroi de l'Argòlida.